# Ilex revoluta
Ilex revoluta är en järneksväxtart som beskrevs av Otto Stapf. Ilex revoluta ingår i släktet järnekar, och familjen järneksväxter. Inga underarter finns listade i Catalogue of Life.